# Chrysosoma orciferum
Chrysosoma orciferum är en tvåvingeart som först beskrevs av Walker 1858.  Chrysosoma orciferum ingår i släktet Chrysosoma och familjen styltflugor. Inga underarter finns listade i Catalogue of Life.